# Nápoly VIII. kerülete
Nápoly VIII. kerületét a következő városnegyedek alkotják:

## Chiaiano
Chiaiano egyik északnyugati kerülete Nápolynak a Camaldoli-domb és a Campi Flegrei között. Az 1980-as földrengést követően, egyike volt azon városnegyedeknek, amelyekben átfogó városfelújítási projekteket indítottak el. Régészeti szempontból érdekes szamnita és oszkán települések nyomait találták meg ezen a területen. 

## Piscinola-Marianella
Piscinola-Marianella egyike Nápoly északi kerületeinek, kb. 20 000 lakossal. A negyedet a többi városszéli negyedhez hasonlóan a magas munkanélküliségi ráta és a szervezett bűnözés burjánzása jellemzi. Infrastrukturális szempontból a metró megépítése Piscinoláig javította a közlekedés minőségét.
Látnivalók:
- A Palazzo de Luna egy 17. századi palota. De Luna, piscinolai herceg parancsára épült. A palota kapujától balra található az 1640-ben a hergek által alapított Madonna del Soccorso kápolna, amely viszont ma nem látogatható.

## Scampia
Scampia egyike a Camorra által ellenőrzött nápolyi városnegyedeknek, többemeletes lakóházakkal. A munkanélküliségi ráta 50% feletti. Büszke olasz és katolikus negyed. A drogkereskedelem nyíltan folyik az utcákon és az üzletekben. Évente többen is meghalnak a rivális bűnszervezetek közti leszámolások során. 

## Külső hivatkozások
- http://www.comune.napoli.it